# Liste der Präsidenten der Royal Historical Society
Präsidenten der Royal Historical Society in chronologischer Folge:

## 19. Jahrhundert
| Nr. | Porträt | Name                                            | von  | bis              | Bemerkung |
| --- | ------- | ----------------------------------------------- | ---- | ---------------- | --- |
| 1   |         | George Grote (1794–1871)                        | 1871 | bis 1872 gewählt | Opus magnum: A History of Greece, 1846–1856, 12 Bände; verstarb bereits im ersten Amtsjahr                                                     |
| 2   |         | John Russell, 1. Earl Russell (1792–1878)       | 1873 | 1878             | |
| 3   |         | Henry Bruce, 1. Baron Aberdare (1815–1895)      | 1878 | 1891             | Home Secretary und Lord President of the Council                                                                                               |
| 4   |         | Mountstuart Elphinstone Grant Duff (1829–1906)  | 1891 | 1899             | |
| 5   |         | Adolphus William Ward (1837–1924)               | 1899 | 1901             | Vizekanzler der Universität Cambridge, Herausgeber der The Cambridge Modern History                                                            |
| 6   |         | George Walter Prothero (1848–1922)              | 1901 | 1905             | historischer Berater des Außenministeriums, Teilnehmer des Pariser Friedenskonferenz 1919                                                      |
| 7   |         | William Hunt (1842–1931)                        | 1905 | 1909             | Autor des Dictionary of National Biography. |
| 8   |         | William Cunningham (1849–1919)                  | 1909 | 1913             | Regius Professor of Modern History in Oxford                                                                                                   |
| 9   |         | Charles Harding Firth (1857–1936)               | 1913 | 1917             | |
| 10  |         | Charles Oman (1860–1946)                        | 1917 | 1921             | Militärhistoriker, Rekonstruktion der Kriegführung im Mittelalter, Mitglied des britischen Parlaments                                          |
| 11  |         | John William Fortescue (1859–1933)              | 1921 | 1925             | |
| 12  |         | Thomas Frederick Tout (1855–1929)               | 1925 | 1929             | Magnum Opus: Chapters in the Administrative History of Medieval England                                                                        |
| 13  |         | Richard Lodge (1855–1936)                       | 1929 | 1933             | |
| 14  |         | Frederick Maurice Powicke (1897–1963)           | 1933 | 1937             | Baute Oxford zu einem Zentrum der Mediävistik in England aus                                                                                   |
| 15  |         | Frank Merry Stenton (1880–1967)                 | 1937 | 1945             | Autorität für das angelsächsische England, Oxford History of England                                                                           |
| 16  |         | Robert William Seton-Watson (1879–1951)         | 1946 | 1949             | machte slawische Unabhängigkeitsbewegungen der Habsburgermonarchie in Großbritannien populär, Professor für Tschechoslowakei-Studien in Oxford |
| 17  |         | Theodore Plucknett (1897–1965)                  | 1949 | 1953             | |
| 18  |         | Hugh Hale Bellot (1890–1969)                    | 1953 | 1957             | |
| 19  |         | David Knowles (1896–1974)                       | 1957 | 1961             | Bücher über klösterliche Ordensgemeinschaften Englands, eins der renommiertesten historischen Werke des 20. Jahrhunderts                       |
| 20  |         | Goronwy Edwards (1891–1976)                     | 1961 | 1965             | |
| 21  |         | Robert Arthur Humphreys (1907–1999)             | 1965 | 1969             | |
| 22  |         | Richard William Southern (1912–2001)            | 1969 | 1973             | Mittelalterliche Geistesgeschichte: Robert Grosseteste, Anselm von Canterbury, Islambild im europäischen Mittelalter                           |
| 23  |         | Geoffrey Rudolph Elton (1921–1994)              | 1973 | 1977             | Forschung zum Haus Tudor |
| 24  |         | John Habakkuk (1915–2002)                       | 1977 | 1981             | |
| 25  |         | James Clarke Holt (1992–2014)                   | 1981 | 1985             | Einer der führenden Historiker in der Forschung über Robin Hood und die Magna Carta.                                                           |
| 26  |         | Gerald Aylmer (1926–2000)                       | 1985 | 1989             | |
| 27  |         | Francis Michael Longstreth Thompson (1925–2007) | 1989 | 1993             | |
| 28  |         | Rees Davies (1938–2005)                         | 1993 | 1997             | |
| 29  |         | Peter James Marshall (* 1933)                   | 1997 | 2001             | |
| 30  |         | Janet L. Nelson (1942–2024)                     | 2001 | 2005             | Schwerpunkt Karolingerzeit. Society, theodicy and the origins of heresy, Royal saints and early medieval kingship.                             |
| 31  |         | Martin Daunton (* 1949)                         | 2005 | 2008             | |
| 32  |         | Colin Jones (* 1947)                            | 2009 | 2012             | |
| 33  |         | Peter Mandler (* 1958)                          | 2012 | 2016             | |
| 34  |         | Margot Finn                                     | 2016 |                  | |